# شيمويتشي
شيموتشي (باليابانية: 下市町) هي بلدة تقع في مقاطعة يوشينو، في محافظة نارا، اليابان.
يُقدر التعداد السكاني للقرية حسب احصاءات 1 أكتوبر، 2007م ب7,404  نسمة، بكثافة سكانية تبلغ 119.40 شخص لكل كيلومتر مربع، و يبلغ مجموع المساحة 62.01 كيلومتر مربع. 
لربما صيت البلدة ذائع لمحل تسوربي سوشي والذي يتميز بتقديم مسرحيات كابوكي المشهورة. لازال المحل يعمل، وهنالك ادعاءات تفيد بأن تاريخ تأسيسه قد يصل للقرن السابع عشر الميلادي. ويوجد عدة مطاعم ومقاهي الشاي طوال البلدة، وتقدم وجبات متعددة مثل السوشي، الأوكونومياكي، الأودون، التاكوياكي، و السوبا.
شيموتشي-تشو اشتهرت لكثرة مصانع الوارباشي (عيدان أكل ذات استخدام واحد) فيها، وأيضاً حمامات الأونسن، الأضرحة المزخرفة، فاكهة الكاكي، الأعمال الخشبية، نبات ملح الاستحمام و مصانع الحلوى التذكارية.

## الوصول بالقطار
يمكن الوصول للبلدة عبر سكك كينتيتسو الحديدية على خط مينامي أوساكا. ومن ثم النزول إلى محطة شيموتينغاتشي في أيودو-تشو و السير عبر جسر سانغوكوباشي للوصول إلى شيمويتشي خلال سير مدته 5-10 دقائق.

## الجغرافيا
تتربع شيمويتشي-تشو بين جبال مغطاة بأشجار الصنوبر و البامبو حول نهر يوشينو بجنوب غرب محافظة نارا باليابان.

## التاريخ
- 1889-تأسيس قرية شيمويتشي
- 1890-تغيير مسمى قرية شيمويتشي إلى بلدة شيمويتشي.
- 1956- قريتي أكينو و نيو دمجتا إلى بلدة شيمويتشي